# Vederwier
Vederwier (Bryopsis plumosa) is een groenwier uit de familie Bryopsidaceae.

## Kenmerken
Vederwier heeft losse takken met een thallus die klein en rechtopstaand is en tot 10 centimeter lang kan worden. Het is heldergroen gekleurd en heeft een zachte, zijdeachtige textuur. Alle takken zijn regelmatig gerangschikt in twee rijen aan weerszijden van de centrale steel. De lengtes van de takken nemen vanaf de basis van de plant geleidelijk af.

## Verspreiding
Vederwier wordt wereldwijd gevonden op onder andere de Britse Eilanden, West-Europa, de Middellandse Zee en de Zwarte Zee, de Azoren, Portugal, Spanje, Frankrijk, Noorwegen, de Faeröer en IJsland, aan de Atlantische kust van Noord-Amerika, de westkust van Groenland, Jamaica, de Canarische Eilanden, Senegal, Ghana, Mauritanië, Zuid-Afrika, van Brits Columbia tot aan Californië, Australië, Japan en Nieuw-Zeeland. Het is een epilitische (op rotsen groeiende) soort die gewoonlijk wordt aangetroffen in diepe lager gelegen poelen of op subtidaal gebied in zowel beschutte als goed belichte leefgebieden.